# 辛代區
18°35′S 36°28′E / 18.583°S 36.467°E

辛代區（葡萄牙語：Chinde），是莫桑比克的行政區，位於該國中東部，由贊比西亞省負責管轄，首府設於欣代，面積4,403平方公里，2007年人口119,898，人口密度每平方公里27人。